# Corycium crispum
Corycium crispum är en orkidéart som först beskrevs av Carl Peter Thunberg, och fick sitt nu gällande namn av Olof Swartz. Corycium crispum ingår i släktet Corycium, och familjen orkidéer. Inga underarter finns listade i Catalogue of Life.